# Список дипломатичних місій в Азербайджані

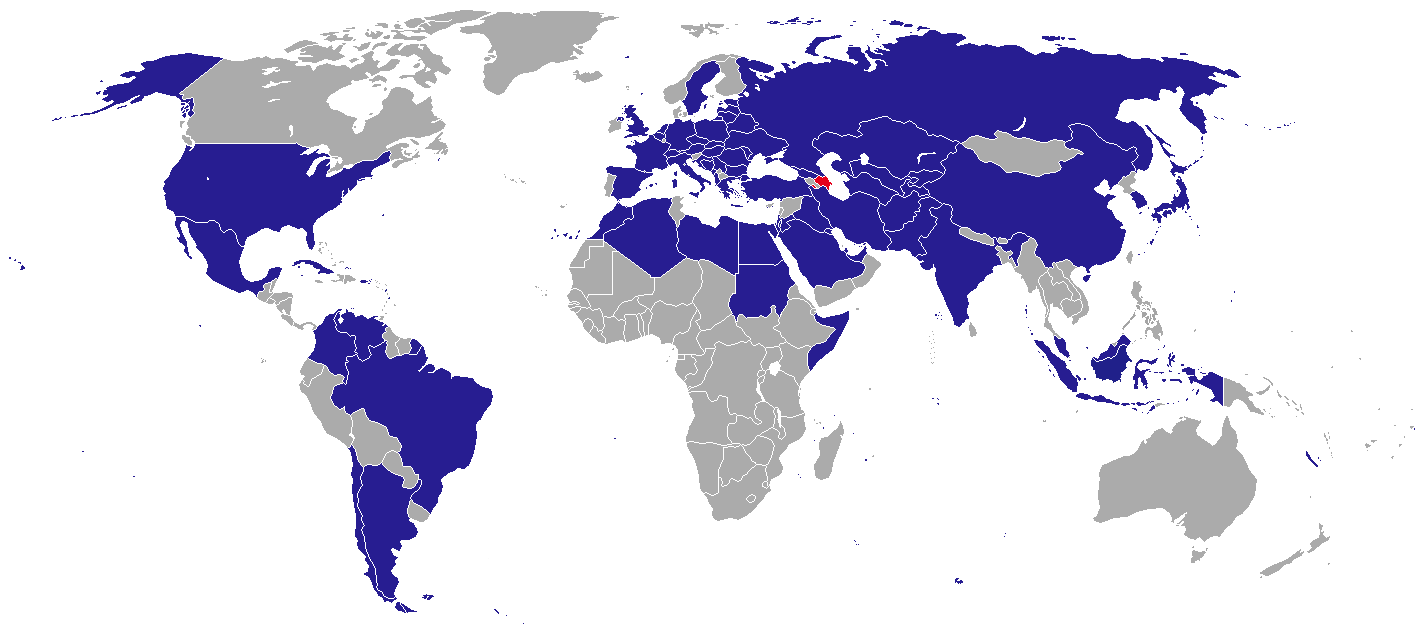
Карта дипломатичних місій в Азербайджані

Це список дипломатичних місій в Азербайджані. В даний час в столиці Баку функціонують більше 51 іноземних посольств і представництв.

## Посольства
| - Афганістан - Алжир - Аргентина - Австрія - Білорусь - Бельгія - Бразилія - Болгарія - Чилі - КНР - Колумбія - Хорватія - Куба - Чехія - Єгипет - Франція - Грузія - Німеччина - Греція - Угорщина - Індія - Індонезія | - Іран - Ірак - Ізраїль - Італія - Японія - Йорданія - Казахстан - Кувейт - Киргизстан - Латвія - Лівія - Литва - Малайзія - Мексика - Молдова - Марокко - Нідерланди - Пакистан - Палестина - Перу - Польща - Португалія | - Катар - Румунія - Росія - Саудівська Аравія - Сербія - Словаччина - Південна Корея - Іспанія - Судан - Швеція - Швейцарія - Таджикистан - Туреччина - Туркменістан - Україна - ОАЕ - Велика Британія - США - Узбекистан - Венесуела |

## Генеральні консульства
- Іран
  - Нахічевань
- Туреччина
  - Гянджа
  - Нахічевань

## Почесні консульства
- Данія
  - Баку
- Фінляндія
  - Баку
- Киргизстан
  - Баку
- Словенія
  - Баку
- Швеція
  - Баку
- Таїланд
  - Баку

## Представництво
- Дагестан, Росія
- Татарстан, Росія
- Північний Кіпр

## Міжнародні організації
- Рада Європи
- ОБСЄ
- Організація Ісламського співробітництва
- Азійський банк розвитку
- Європейський банк реконструкції та розвитку
- Міжнародний комітет Червоного Хреста
- Організація Об'єднаних Націй
- Міжнародна організація з міграції
- Світовий банк
- Міжнародний валютний фонд